# Малиновка (Черняховский район)
Малиновка (укр. Малинівка) — село на Украине, основано в 1656 году, находится в Черняховском районе Житомирской области.
Код КОАТУУ — 1825687902. Население по переписи 2001 года составляет 87 человек. Почтовый индекс — 12322. Телефонный код — 4134. Занимает площадь 0,423 км².

## Адрес местного совета
12322, Житомирская область, Черняховский р-н, с.Стырты, ул.Соборная, 42б